# Municipio Jesús María Semprúm
Jesús María Semprúm es un municipio del estado Zulia, Venezuela, ubicado al sur del lago de Maracaibo, con una superficie de 5845 km², tiene una población de 39 648 habitantes para 2016. Su capital es Casigua-El Cubo. El municipio está dividido en 2 parroquias.

## Historia
Su origen se remonta al siglo xvi, cuando se emprende la llamada expedición de la culata del Lago por Alfínger. Esta expedición logra la ocupación de los territorios desde el Escalarte hasta el piedemonte de la cordillera de Perijá. Surgen los pueblos de Encontrados, Casigua El Cubo, San José de Las Palmas, etc. Estos territorios estaban habitados por aborígenes Barí, yucpas y algunos guajiros. Su potencial económico estaba representado por su condición de bosque húmedo Tropical con suficientes especies madereras, pero que paulatinamente se fue incorporando a la agricultura sistemática y a la ganadería. 
A comienzos del siglo xx, estos territorios formaban parte del distrito Colón, constituyéndose —desde la época colonial y, especialmente, a partir de 1896 con la construcción del Gran Ferrocarril del Táchira (GFT)— en un importante centro de comercio fluvial y ferrolacustre del occidente venezolano y del norte de Santander. 
Cabe destacar que lo que hoy es el municipio Jesús María Semprún, además de ser una zona ganadera, se destacó durante las décadas de 1940, 1950 y 1960 como uno de los principales campos petroleros de Venezuela, con áreas como el Campo West-Tarra y el Campo de Los Manueles.
El municipio Jesús María Semprún fue creado como entidad autónoma a partir de la nueva División Político-Territorial del estado Zulia en el año 1995. Hasta entonces, estos territorios formaban parte del municipio Catatumbo. Es importante señalar que Jesús María Semprún posee grandes potencialidades económicas, tanto en el ámbito agrícola —especialmente en el cultivo de palma africana— como en la reactivación de la actividad petrolera.
El 7 de septiembre de 2015 el presidente venezolano, Nicolás Maduro declara parcialmente un Estado de excepción en el estado fronterizo del Zulia, por la crisis diplomática con Colombia originado por los acontecimientos ocurridos en el Estado Táchira el 21 de agosto del mismo año. Para esa fecha fueron tres los municipios afectados por la acción presidencial. El día 15 del mismo mes el cierre de frontera y la aplicación del estado de excepción se extiende a otros siete municipios de la entidad zuliana, siendo esta entidad municipal uno de los municipios afectados por la medida presidencial.

### Historia territorial
Su origen se remonta al siglo XV, cuando se emprende la llamada expedición de la culata del Lago por Alfínger. Esta expedición logra la ocupación de los territorios desde el Escalante hasta el piedemonte de la cordillera de Perijá. Surgen los pueblos de Encontrados, Casigua El Cubo, San Jose de Las Palmas, etc. Estos territorios estaban habitados por Aborígenes barí, yucpas y algunos guajiros.
Su potencial económico estaba representado por su condición de bosque húmedo tropical con suficientes especies madereras, pero que paulatinamente se fue incorporando a la agricultura sistemática y a la ganadería. Para comienzos del siglo XX, estos territorios formaron parte del distrito Colón, constituyendo desde la colonia y, sobre todo, desde 1896, cuando se construye el Gran Ferrocarril del Táchira (GFT), en el gran centro de comercio fluvial ferro-lacustre del occidente venezolano y norte de Santander.
Debemos destacar que lo que hoy es el municipio Jesús María Semprún, además de una zona ganadera, destacó durante los años 1940, 1950 y 1960, como uno de los principales campos petroleros de Venezuela: Campo West-Tarra y el Campo de los Manueles. El municipio Jesús María Semprún surge como tal de la nueva División Político-Temtorial del Zulia del año 1995. Hasta esa fecha estos territorios formaron parte del municipio Catatumbo. Debemos señalar que el municipio Jesús María Semprún es un municipio con grandes potencialidades económicas, tanto en el orden agrícola (cultivo de la palma africana), como por la reactivación petrolera.
El Municipio Jesús María Semprum, formó parte territorial primero del Distrito Perijá luego en el año 1927 paso a formar parte del Distrito Colón y luego en el año 1980 a formar parte del Distrito Catatumbo y en el años 1989 al Municipio Catatumbo  y finalmente, el 22 de enero de 1995, con los nuevos cambios político-territoriales realizados por asamblea legislativa del estado Zulia, pasó a la condición de municipio autónomo Municipio Jesús María Semprúm

## Etimología
El nombre del municipio honra la memoria del médico, escritor, periodista y crítico literario Jesús María Semprúm (1882-1931). Fundador del grupo literario Ariel (1901) y de la revista Sagitario (1911). Fue colaborador regular de revistas como El Cojo Ilustrado, Cultura Venezolana, Fantoches, La Revista, La Semana o Actualidades, y de diarios como El Constitucional, El Nuevo Diario o El Universal. Como analista político destaca su obra "El Canal de Panamá" (1912) donde manifiesta su sentimiento antiimperialista. Dedicó más tiempo a la crítica literaria que a la medicina.

## Geografía
Ubicado en la zona suroeste del estado Zulia, llegando sus límites a colindar con la República de Colombia, situación que ha convertido al municipio, desde el punto de vista geopolítico, en una de las áreas de mayor conflictividad del estado Zulia, por la incursión de la guerrilla y el narcotráfico. Presenta una superficie de 5.845 km², lo que representa el 9,26 % de la superficie del estado. El municipio es de reciente creación, ya que pertenecía anteriormente al territorio del municipio Catatumbo (1995). Tiene como capital el centro poblado de Casigua-El Cubo y políticamente se divide en dos parroquias; Jesús María Semprún y Barí.
- Localización: En el extremo sur -occidental del estado Zulia.
- Ubicación Astronómica.

09°29' Lat. N. 72°18' Long. W
08°28' Lat. N. 73°41' Long. W
- Capital: Casigua-El Cubo
- Superficie: 5.845 km²
- Límites:

Norte: Municipio Machíques de Perijá
Este: Municipio Catatumbo
Sur: República de Colombia
Oeste: República de Colombia
- Población: 39.648 hab.
- Densidad: 4,90 hab./km²
- Parroquias: 2
- Fauna típica o característica:

Mamífero: Babilla (Caiman crocodilus) Danta (Tapires terrestres)
Pez: Bocachico (Prochiladus reticulares)

### Parroquias
1. Parroquia Jesús María Semprún
2. Parroquia Barí

### Demografía

#### Centros poblados
El centro poblado de mayor importancia es Casigua-El Cubo, capital del municipio, donde existen servicios de acueductos, electricidad, teléfono y correo, los cuales son muy deficientes en el resto del municipio por tener condiciones rurales.

#### Densidad y distribución de la población
La población se distribuye irregularmente por el municipio debido a su condición rural y la limitante de la serranía de los Motilones, donde sólo se encuentran centros poblados indígenas como Bogshi; sin embargo, la mayor concentración de la población se da en su capital, Casigua-El Cubo y su área de influencia, por encontrarse allí las mejores condiciones de vida y de servicios básicos, al igual que a las márgenes del río Catatumbo y Zulia, que funciona históricamente como eje de comercio y comunicación entre los centros poblados de la zona. La densidad de población es baja, teniendo una relación de 4,10 hab/km², con una población predominantemente joven.

### Geología
Caracterizada por dos zonas fundamentales; hacia el oeste encontramos la Formaciones de la era Paleozoica (intrusivas ácidas del Paleozoico Inferior) y de la Mesozoica (Cretáceo Inferior y Superior, Paleozoico-Mesozoico) pertenecientes a la serranía de Motilones; hacia la parte norte, central y sur del municipio encontrarnos en su totalidad la era Cuaternario-Cenozoica en los períodos Plioceno-Pleistoceno, Eoceno-Oligoceno, Oligoceno-Mioceno, Eoceno, Pleistoceno, hasta el período Reciente que abarca mayor extensión.

### Relieve
Se caracteriza por poseer las mayores alturas, más de 2.500 metros en la parte occidental, ya que ellas pertenecen a la serranía de Motilones, límite con Colombia. El piedemonte se encuentra entallado en la bifurcación de la cordillera Andina y en la serranía de Motilones, se localizan los medios deposicionales de piedemonte y de valle donde nacen los ríos Lora e Intermedio que actúan como factores modeladores del relieve; hacia el este encontramos la planicie de desbordamiento de los ríos Catatumbo y Lora y el comienzo de la marcada depresión del lago con la ciénaga de Juan Manuel de Aguas Claras. Hacia el sur encontramos un área de aspecto coluvial que lo constituye un largo plano topográfico localmente entallado y ligeramente inclinado, siendo un área transicional entre el relieve accidentado y la planicie aluvial; así vemos los pequeños valles adyacentes a la serranía de Tarra.
El relieve se va suavizando hasta llegar a formar un área de colinas de más de 25 metros de altura, referido al fondo de los valles entallados y estrechos como las colinas de Casigua-El Cubo en la parte sur del municipio. 

### Hidrografía
Nacen varios ríos en este municipio por encontrarse en su territorio el piedemonte de la serranía de Motilones, como son: el Lora, límite con el municipio Machiques de Perijá; el Baracay, el Bidayá, el Guairí, el Antray, el Intermedio y el río de Oro, de los cuales estos dos últimos sirven de límite con la República de Colombia. En su parte centro y sur es atravesado por varios ríos en dirección oeste a este. El principal de estos es el Catatumbo, el cual desemboca en el Lago de Maracaibo, siendo recolector de ríos provenientes de Colombia, como son el Tarra o Sardinata, el Socuavó y el Zulia, que sirve de límite entre este municipio y el municipio Catatumbo.

### Suelos
Presenta condiciones variadas debido a su relieve, el cual lo condiciona. Así tenemos al este tina porción del piedemonte de la serranía de Motilones, donde los suelos poseen un alto contenido de aluminio y una excesiva erosión, lo que les confiere una alta acidez. A medida que disminuye la altura encontramos un área de transición entre la topografía accidentada y los suelos de planicie aluvial ubicados al sureste del municipio, los cuales poseen una textura media, con incremento de arcilla, fuerte acidez con drenaje imperfecto. Hacia la parte central del municipio observamos suelos ácidos y de texturas muy variables de erosión reticular. Hacia el norte se presentan suelos de textura media con buenas condiciones de fertilidad. Sin embargo, una porción muy elevada de ellos poseen sobresaturación hídrica, afectados también por la erosión reticular tipo tatuco, lo cual constituye un problema para el aprovechamiento con fines agrícolas.

### Vegetación
Dentro del municipio destaca el bosque húmedo Tropical que abarca la mayoría del municipio, a excepción de la zona del piedemonte de la serranía, de Motilones, donde apreciamos el bosque muy húmedo Premontano y bosque muy húmedo Montano Bajo. Con respecto a la vegetación, existe una asociación de bosque natural denso alto. La vegetación no ha sido intervenida severamente.

### Clima
Encontramos un clima húmedo, con precipitaciones de 2.600 mm. hasta más de 4.000 mm. anuales en el piedemonte de la serranía de Motilones. La temperatura tiene un promedio que oscila entre 20 y 22 °C, siendo los valores de evapotranspiración menores a las precipitaciones.

## Símbolos Municipales

### Escudo
Está dividido internamente en cuatro cuarteles; tres superiores de colores amarillo, azul y rojo, que hacen honor a los colores de la Bandera Nacional y un cuartel inferior de colores naturales.
El cuartel superior derecho de color amarillo, nos presenta una indígena representante de las etnias indígenas antes autóctonas de estas tierras. El cuartel superior central de color azul, nos presenta una torre petrolera, símbolo del petróleo y de las riquezas contenidas en el subsuelo de estas prodigiosas tierras. El cuartel superior izquierdo de color rojo, presenta una rueda troquelada, símbolo de progreso. El cuartel inferior presenta un relieve variado de sierra y planicie característico de ese municipio, dos palmeras como símbolo la variada vegetación y del progreso agrícola, una vaca representante del desarrollo agropecuario y un río simbolizando los abundantes cuerpos de agua que bañan las tierras del municipio.
En la parte superior se presenta un sol naciente traspasado por el rayo del Catatumbo y dos estrellas blancas que simbolizan las dos parroquias del municipio: Barí y Dr. Jesús María Semprún.
En sus partes laterales las palabras SABIDURÍA a la derecha y SOLIDARIDAD a la izquierda. En la parte inferior la palabra PROGRESO y una cinta de color rojo donde aparecen las fechas 20 DE FEBRERO DE 1995 a la derecha y 29 DE JUNIO DE 1996 a la izquierda y el nombre CASIGUA -EL CUBO.

### Bandera
Está formada por tres franjas horizontales de igual dimensión, la franja superior es de color verde que representa la vegetación y esperanza del municipio, en el extremo izquierdo de la franja aparece el escudo del municipio. La franja central es de color azul y representa las aguas que bañan el espacio geográfico del municipio. La franja inferior es de color negro y representa el petróleo, riqueza natural del municipio.
En el centro de la bandera tocando las tres franjas aparece una rueda troquelada, traspasada por un rayo, los cuales representan el progreso y el símbolo natural del municipio.

## Cultura
Además de las manifestaciones culturales propias de la etnia barí en el municipio se ha producido una fuerte fusión de rasgos venezolanos con colombianos debido a las fuertes migraciones que ha recibido de ese país. 
Lo más destacable es la adoración a San Benito ya que es el Santo Petrolero y lo cerca de sus costumbre africana hacen más consono con la producción de palma de la misma región dándole un toque de cultura de ese lejano continente a este municipio alejado de la capital Venezolana (Caracas) efectuándole religiosamente sus fiestas patronales todo los 26 amaneciendo el 27 y el veintiocho de diciembre de cada año. 
Al igual que los yukpas, los barí han desarrollado una cestería utilitaria que forma parte de su existencialidad.

### Gastronomía
AI igual que el de toda la subregión Perijá, tiene a la carne de res corno elemento fundamental. El queso y el plátano son infaltables en su mesa. La presencia de importantes ríos permite que con las especies extraídas su culinaria se haga variada. De allí que sea común preparar guisos y hervidos con bagres sobre todo con el conocido con el nombre de toruno. Las migraciones de colombianos han permitido variar sustancialmente la culinaria semprumense.

## Transporte

### Vías de comunicación
Las vías de comunicación del municipio constan de dos ejes bien marcados: uno carretero a través de la Machiques-Colón-La Fría (Troncal 6), que atraviesa todo el municipio de norte a sur y lo comunica con el resto de la región zuliana y con los estados andinos, y el otro a través del río Catatumbo, que en su curso medio atraviesa al municipio de oeste a este, que es donde se realiza el intercambio de mercancía con la República de Colombia y a través del lago con el resto del estado. Los puertos principales son Puerto Catatumbo y Tres Bocas (fluviales), donde se realizan actividades de cabotaje. La red vial no se ha desarrollado significativamente y se nota una tendencia a la creación de nuevos caminos hacia la zona suroeste en busca de mayor intercambio comercial con la República de Colombia.

## Economía
Es uno de los municipios del estado Zulia mejor dotados para el desarrollo de actividades agrícolas. Los recursos existentes y los sistemas de producción agraria prevalecientes han inducido a que la actividad agropecuaria constituya el sector básico del desarrollo de la zona. Por sus condiciones agrícolas, el municipio produce los siguientes rubros: yuca, cacao, piña, maíz, ají dulce y picante y plátano, del cual es uno de los principales productores de la región zuliana. Debemos aclarar que en este municipio se ha incrementado en los últimos años la siembra de palma africana con finalidades industriales, mediante la inversión de grandes capitales privados. 
Sin embargo, la actividad pecuaria sobrepasa a la agraria y la misma es primordial para el desarrollo del municipio, ya que existen numerosas fincas (aproximadamente 1.200) para la explotación de leche y carne. Su producción la exportan a otros estados en los rubros de; carne de bovinos, carne en canal (porcinos), leche, queso y demás derivados, lo que constituye un soporte fundamental a la economía del municipio. La actividad industrial es desarrollada gracias a la actividad pecuaria, desarrollándose plantas de tratamiento para la leche y sus derivados. Por otra parte, en Casigua-El Cubo se halla otro tipo de industria incorporada a la producción del sector agrícola denominada Palmeras Diana del Lago, la cual procesa aceite comestible. En los últimos años ha habido una reactivación de la actividad petrolera que ofrece buenos ingresos al municipio.
Las actividades petrolera, maderera y pesquera, aunque también predomina la producción ganadera, agrícola, procesadora de lácteos y la planta aceitera.

## Política y gobierno

### Alcaldes
| Período     | Alcalde             | Partido político / Alianza | % de votos | Notas |
| ----------- | ------------------- | -------------------------- | ---------- | --- |
| 1995 - 2000 | Gustavo Brito       | AD                         | -          | Primer alcalde bajo elecciones directas (se realizaron elecciones generales adelantadas en el 2000 debido a la aprobación de la Constitución de 1999)           |
| 2000 - 2004 | Teofilo Duran       | UNT                        | 43,79      | Segundo alcalde bajo elecciones directas |
| 2004 - 2008 | Teofilo Duran       | UNT                        | 30,31      | Reelecto |
| 2008 - 2013 | Lucia Mavarez       | PSUV                       | 66,32      | Tercer alcalde bajo elecciones directas (se postergan 1 año las elecciones municipales pautadas para finales del 2012)                                          |
| 2013 - 2017 | Lucia Mavarez       | PSUV                       | 40,81      | Reelecta |
| 2017 - 2021 | Keyrineth Fernández | PSUV                       | 66,95      | Cuarto alcalde bajo elecciones directas |
| 2021 - 2022 | Keyrineth Fernández | PSUV                       | 47,80      | Reelecta, fue revocada de su puesto el 28 de enero en una alcabala en el Estado Falcón por presunto narcotráfico.                                               |
| 2022 - 2023 | Wuyhsmans González  | PSUV                       | -          | Interino, juramentado el 25 de febrero por la Cámara Municipal. Fallece el 20 de Julio del 2023 en un accidente de tránsito.                                    |
| 2023 - 2025 | Darío Díaz          | PSUV                       | -          | Director general de la alcaldía juramentado como alcalde interino del municipio debido a la detención de Keyrineth Fernández y la muerte de Wuyhsmans González. |

### Concejo municipal
Periodo 2021 - 2025
| Concejales:       | Partido político / Alianza |
| ----------------- | -------------------------- |
| Nini Barriosnuevo | PSUV                       |
| Isaac Jaimes      | PSUV                       |
| Elina Brach       | PSUV                       |
| Jhoan Del Valle   | PSUV                       |
| Ronald Sánchez    | PCV                        |
| Maria Blanco      | PCV                        |
| Alba Torres       | (Representación indígena)  |